# بهیساترا
بهیساترا (به لاتین: Behisatra) یک منطقهٔ مسکونی در ماداگاسکار است که در بروروها واقع شده‌است. بهیساترا ۱۵٬۰۰۰ نفر جمعیت دارد و ۲۱۵ متر بالاتر از سطح دریا واقع شده‌است.